# ريسكو شوت
ريسكو شوت (بالإنجليزية: Rescue Shot)‏، هي لعبة فيديو يابانية من نوع شوتم أب، صدرت اللعبة في الأسواق سنة 2006، وتعمل حصرياً على منصة نينتندو دي أس.